# Nolaskolan
Nolaskolan är en kommunal gymnasieskola som ligge i Örnsköldsvik och omfattar årskurs 1-3 på gymnasiet. Skolan ligger centralt i Örnsköldsvik centrum med tre minuters promenad till gågatan. Föregångare från före 1968 var Örnsköldsviks högre allmänna läroverk. År 2006 slogs de två kommunala gymnasieskolorna Parkskolan och Nolaskolan organisatoriskt samman till en gymnasieskola - Örnsköldsviks Gymnasium. 
På Nolaskolan finns ett observatorium med ett 14-tums spegelteleskop.

## Byggnaden
Den nuvarande skolbyggnaden ritades av Paul Hedqvist. Skolbyggnaden är byggd av tegel.

## Nolaskolans program och inriktningar 2017/2018
Barn och fritidsprogrammet
- Pedagogisk och social verksamhet
- Fritid

Estetiska programmet
Inriktningar:
- Bild och form
- Dans
- Musik

Naturvetenskapsprogrammet
Vård- och omsorgsprogrammet
Samhällsvetenskapsprogrammet
Inriktningar:
- Livsstil och ledarskap
- Samhällsvetenskap
- International class

Ekonomiprogrammet
Inriktningar:
- Ekonomi
- Juridik

Introduktionsprogrammet
Programtillval
På skolan finns specialidrotterna ishockey med riksintag, fotboll, innebandy, samt golf, som är ett auktoriserat golfgymnasium med regionalt intag. Tidigare har det även funnit backhoppning men det togs bort läsår 2016/17.

### Tidigare elever
Flera berömda ishockeyspelare har tidigare varit elever på Nolaskolan, däribland finns Peter Forsberg, Marcus Näslund, Henrik Sedin, Daniel Sedin, Viktor Hedman, Niklas Sundström, Fredrik Andersson och Tobias Enström. Även sångerskan Jessica Wetterstrand Sjöberg från bandet Sarek och Vincent Pontare är tidigare elever.